# The Secret Ways
 The Secret Ways és una pel·lícula estatunidenca dirigida per Phil Karlson i estrenada el 1961.

## Argument
Viena, 1956, després de la insurrecció d'octubre a Budapest. Mike Reynolds és cridat a ajudar un científic hongarès (el professor Jansci) a fugir de Budapest. Haurà de travessar el teló d'acer i trobarà nombrosos obstacles.

## Repartiment
- Richard Widmark: Michael Reynolds
- Sonja Ziemann: Julia
- Charles Régnier: The Count
- Walter Rilla: Jancsi
- Senta Berger: Elsa
- Howard Vernon: Coronel Hidas
- Heinz Moog: Ministre Sakenov
- Hubert von Meyerinck: Hermann Sheffler
- Oskar Wegrostek:l'home gras
- Stefan Schnabel: oficial a la frontera
- Elisabeth Neumann-Viertel: Olga
- Helmut Janatsch: János
- John Horsley: Jon Brainbridge
- Walter Wilz: Peter Monar
- Ady Berber: Sandor
- Brigitte Brunmüller:cambrera
- Jochen Brockmann: Horvath - el comandant
- Raoul Retzer: Miklos Terenyi
- Georg Köváry: professor

## Producció
En una entrevista a Cinema Retro, el productor associat Euan Lloyd va manifestar que el productor i protagonista Richard Widmark no agradava com el director Phil Karlson adaptava el guió escrit per la dona de Widmark Jean Hazlewood. Widmark es va fer càrrec de la direcció de la pel·lícula sense sortir als crèdits